# Rusinowo (gromada)
Rusinowo – dawna gromada, czyli najmniejsza jednostka podziału terytorialnego Polskiej Rzeczypospolitej Ludowej w latach 1954–1972.
Gromady, z gromadzkimi radami narodowymi (GRN) jako organami władzy najniższego stopnia na wsi, funkcjonowały od reformy reorganizującej administrację wiejską przeprowadzonej jesienią 1954 do momentu ich zniesienia z dniem 1 stycznia 1973, tym samym wypierając organizację gminną w latach 1954–1972.
Gromadę Rusinowo z siedzibą GRN w Rusinowie utworzono – jako jedną z 8759 gromad na obszarze Polski – w powiecie białogardzkim w woj. koszalińskim na mocy uchwały nr 43/54 WRN w Koszalinie z dnia 5 października 1954. W skład jednostki weszły obszary dotychczasowych gromad Rusinowo i Osowo ze zniesionej gminy Lekowo w tymże powiecie. 
13 listopada 1954 (z mocą wstecz od 1 października 1954) gromadę włączono do nowo utworzonego powiatu świdwińskiego w tymże województwie, gdzie ustalono dla niej 9 członków gromadzkiej rady narodowej.
1 stycznia 1958 do gromady Rusinowo włączono wieś Bełtno z gromady Lekowo oraz  wieś Berkanowo ze zniesionej gromady Ząbrowo w tymże powiecie.
31 grudnia 1959 do gromady Rusinowo włączono wieś Łąkowo ze zniesionej gromady Oparzno w tymże powiecie.
31 grudnia 1971 do gromady Rusinowo włączono wsie Kartlewo, Międzyrzecze i Ząbrowo ze zniesionej gromady Lekowo w tymże powiecie.
Gromada przetrwała do końca 1972 roku, czyli do kolejnej reformy gminnej.